# 고려사절요 (경기도 유형문화재 제245호)
고려사절요(갑인자본)는 대한민국 경기도 용인시에 있는 조선시대의 책이다. 2010년 12월 8일 경기도의 유형문화재 제245호로 지정되었다.

## 개요
고려사절요는 김종서(金宗瑞) 등이 문종의 명을 받아 고려 태조 1년(918)부터 공양왕 4년(1392)까지의 기사가 수록된 총 35권의 책이다. 고려시대 편년체(編年體) 역사서 「고려사」를 저본으로 찬수(纂修)하여 춘추관의 이름으로 간행하였다. 현재는 전하지 않지만 당시의 편년체 사서로 세종 때 윤회(尹淮)가 편찬한 「수교고려사(讎校高麗史)」와 권제(權踶)의 「고려사전문(高麗史全文)」을 참조하고, 1451년 완성된 「고려사」의 내용을 축약하여 5개월만에 편찬한 것이다. 비록 「고려사」만큼 내용이 풍부하지는 못하나 거기에 없는 사실들이 많이 수록되어 있고, 또 「고려사」에 누락된 연대가 밝혀져 있는 것도 있어 고려시대의 역사서로 상호 보완적인 사료적 가치가 있다.
이 책은 문종 1년(1451) 8월 25일에 완성하고 단종 1년(1453) 4월에 초주갑인자(初鑄甲寅字)로 간행되었다. 동일한 초주갑인자 인출의 전질본이 일본 봉좌문고(蓬左文庫)에 소장되었는데, 그와 같은 책의 하나이다. 권수에 ‘經筵’ 도장이 찍혀있고 보관상태가 매우 양호하다. 조선시대 초기의 동활자본이자, 우리나라 최초의 편년체 고려사이므로 매우 귀한 실물적 자료로 평가된다.
현재 학봉 김성일 종손가에서 소장하고 있는 同一本 고려사절요가 보물 제905호로 지정되어 있으나, 경기도박물관에서 소장하고 있는 권20은 없기 때문에 그 가치는 매우 높다.
인출과 보존의 상태가 매우 좋고, "경연"의 인장이 찍혀 있다는 점에서 조선초기 사용되었던 것으로 귀중한 본이라는 점에서 가치가 인정된다.

## 같이 보기
- 고려사절요

## 참고 자료
- 고려사절요(갑인자본) - 국가유산청 국가유산포털